# 蘇里南航空
蘇里南航空（荷蘭語：Surinaamse Luchtvaart Maatschappij）是蘇里南的國家航空公司，總部設在首都帕拉马里博，提供地區與長程定期客運航線，以約翰阿道夫恩格爾國際機場為基地。
在2008年9月16日，蘇里南航空共有400名員工。

## 歷史
蘇里南航空在1955年成立，初時提供國內航線來往巴拉馬利波與摩恩高，之後開始擴展至其他目的地。

## 目的地

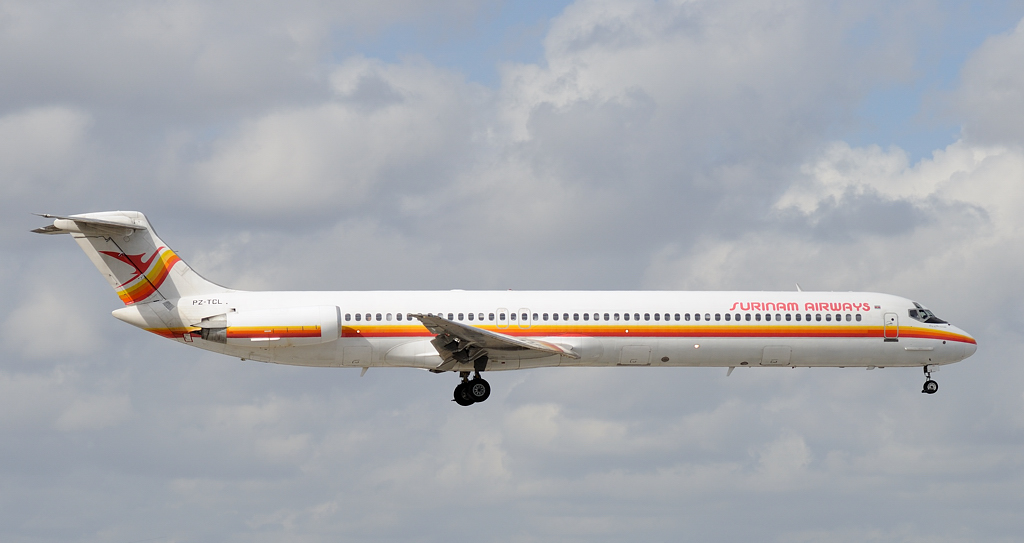
蘇里南航空的麥道82準備在邁阿密國際機場降落（2009年）

截至2011年8月，蘇里南航空有以下目的地：
- 阿魯巴
  - 奧臘涅斯塔德：貝婭特麗克絲女王國際機場
- 巴西
  - 貝倫：瓦爾狗國際機場
- 庫拉索
  - 威廉斯塔德：庫拉索國際機場
- 荷蘭
  - 阿姆斯特丹：阿姆斯特丹史基浦機場
- 蘇里南
  - 巴拉馬利波：約翰阿道夫恩格爾國際機場基地
- 千里達和多巴哥
  - 西班牙港：皮阿尔科国际机场
- 美國
  - 邁阿密：邁阿密國際機場

## 機隊
在2016年1月，蘇里南航空有以下飛機：

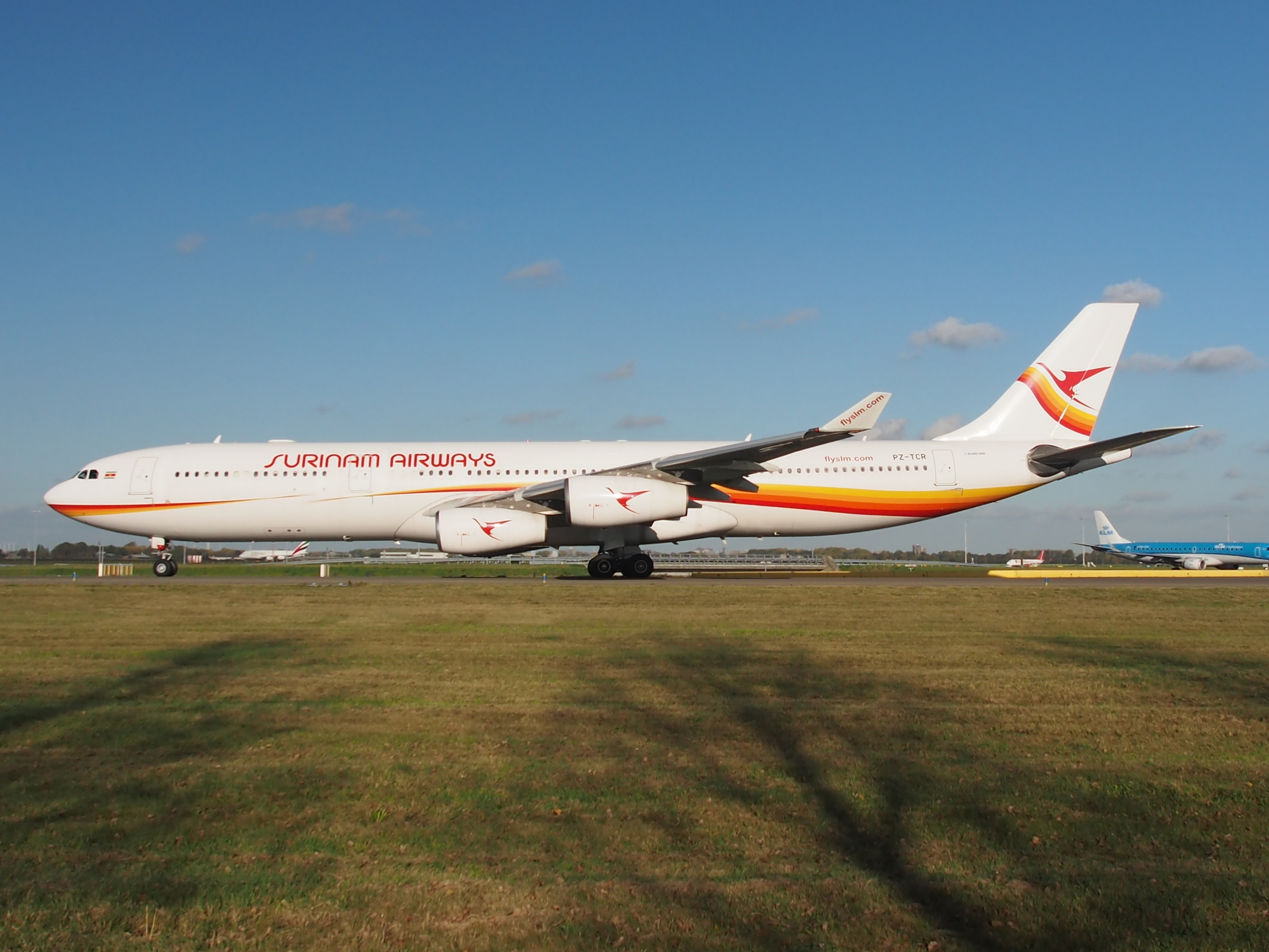
苏里南航空的一架空客A340-300在阿姆斯特丹史基浦机场；该机曾服役于中国西南航空和中国国际航空

在2009年早期，蘇里南航空由安捷全球航空服務訂購了2架波音737-300來取代舊有的麥道MD-82。
在2009年8月，蘇里南航空決定去由法國航空租賃一架空中巴士A340-300。在2009年11月24日，蘇里南航空把空中巴士A340-300取代波音747-300。
在2020年，蘇里南航空亦有向比利時航空租用空中巴士A340-300的部分運行時段，以開行往返蘇里南及荷蘭的航線。

### 曾經擁有的飛機

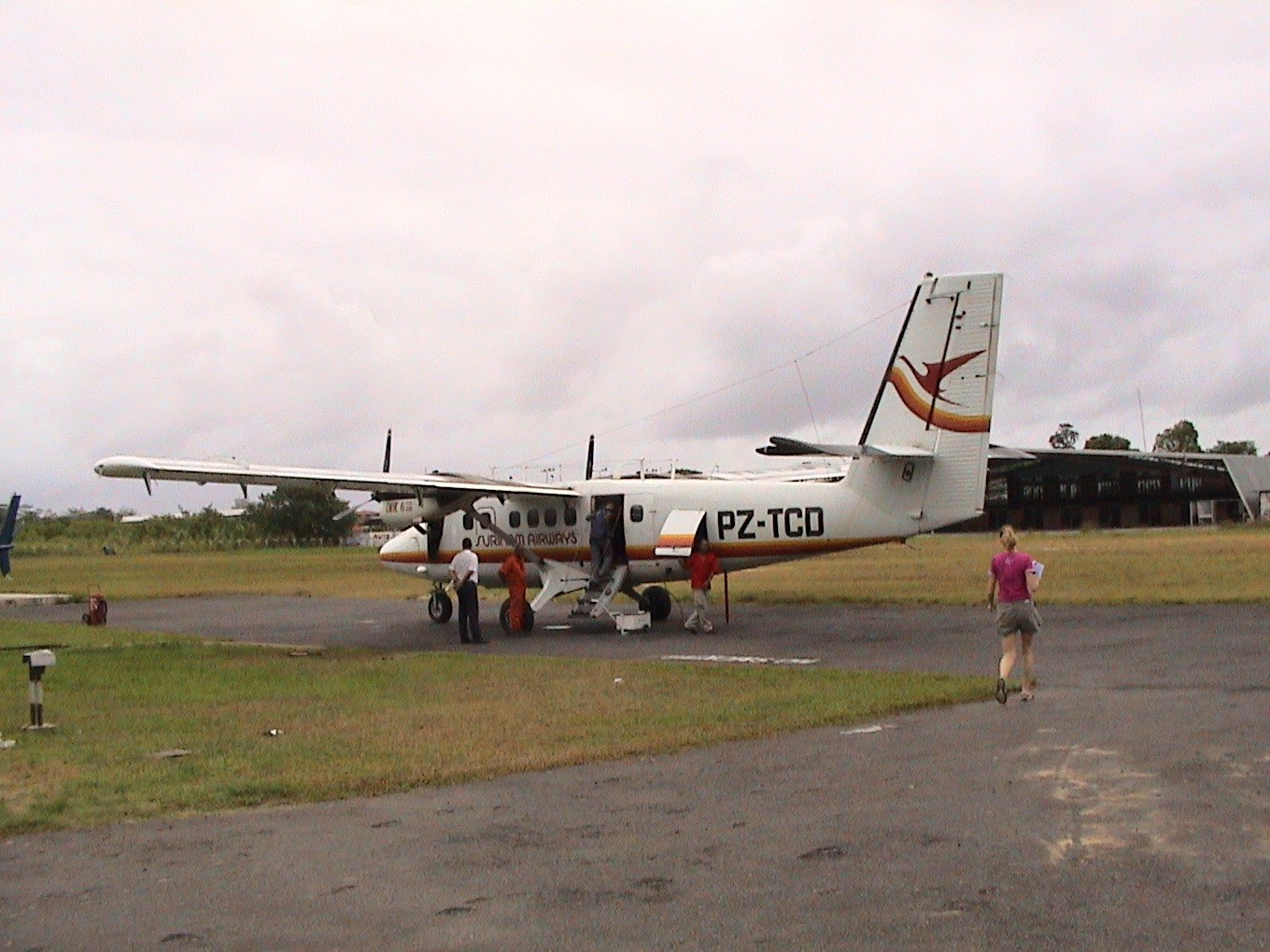
德哈維蘭 Dash 6-300 雙水獺在約翰阿道夫恩格爾國際機場

蘇里南航空曾經有以下飛機：
| 飛機                       | 備註                                 | 相片                   |
| -------------------------- | ------------------------------------ | ---------------------- |
| 比奇18                     |                                      | （页面存档备份，存于） |
| 波音737-200Adv             | 由馬士基航空租賃                     | （页面存档备份，存于） |
| 波音747-300                | 在2009年11月24日被空中巴士A340取代。 |                        |
| 塞斯納 206                 |                                      | （页面存档备份，存于） |
| 龐巴迪 Dash 8-300          |                                      | （页面存档备份，存于） |
| 德哈維蘭 Dash 6-300 雙水獺 |                                      | （页面存档备份，存于） |
| 道格拉斯 DC-6B(F)          |                                      | （页面存档备份，存于） |
| 道格拉斯 DC-8-55           |                                      | （页面存档备份，存于） |
| 道格拉斯 DC-8-63           |                                      | （页面存档备份，存于） |
| 道格拉斯 DC-9-51           |                                      | （页面存档备份，存于） |
| 麥道MD-82                  | 在2009年被波音737取代。              | （页面存档备份，存于） |
| 麥道MD-88                  |                                      | （页面存档备份，存于） |

## 事故與意外
- 在1989年6月7日，蘇里南航空764號班機是一架道格拉斯DC-8，在蘇里南巴拉馬利波附近墜毀，事故由於機師操作失誤。187名機員與乘客在機上，只有11人生還。這次事故為蘇里南史上最嚴重的空難。[5]

## 外部連結
- 官方網站（荷兰文）（英文）